# Liste tamilischer Schriftsteller
Einige tamilische Schriftsteller sind:
- Aadhavan
- Ambai
- Asokamithran
- Balakumaran
- Dilipkumar
- Indumathi
- Jeyakanthan
- Johnson Gnanabaranam
- K. Rajanarayanan
- Kizhambur Sankarasubramaniyan
- Lakshmi
- Manikkavasagar
- Malan
- Maniyan
- Manonmaniam Sundaram Pillai
- Meena Kandasamy
- A. Muttulingam
- Nayanmar
- Pa.Raghavan
- Rajeshkumar
- Ramanichandran
- Sivasankari
- Subrabharathimanian
- Subramanyaraju
- Sujatha
- Sundara Ramasami
- Thi.Janakiraman
- Thirupur Krishnan
- Vaduvoor Duraisamy Iyengar
- Vannadasan
- Vannanilavan
- Vasanthi
- Vembu Vikiraman